# Kurtus
Famille
Genre
Kurtus est un genre de poissons de la famille des Kurtidae et appartenant au sous-ordre des Kurtoidei. Il comprend deux espèces :
- Kurtus gulliveri
- Kurtus indicus